# Rio Imboaçu
A bacia hidrográfica de São Gonçalo, juntamente com os rios Bomba, Guaxindiba, Aldeia, Muriqui e Alcântara. O rio Imboaçu nasce no Distrito de Sete Pontes, entre os morros do Mineiro e Vista Alegre, no Engenho Pequeno, bairro em que está boa parte da APA do Engenho Pequeno. O referido rio cruza a estrada do Engenho Pequeno, passando por diversos bairros, drenando uma parte dos Distritos de Neves e de São Gonçalo. A bacia do Imboaçu possui uma extensão de 8 km.
Nos bairros de Boaçu e Porto do Rosa, recebe dois afluentes. Após isto, o Imboaçu se converge com o rio Salgueiro, e por derradeiro deságua na Baía de Guanabara, em área próxima ao bairro Boa Vista.
A bacia do rio Imboaçu, localizado no município de São Gonçalo – RJ – Brasil, é representativa das condições gerais de degradação das bacias hidrográficas na Região Metropolitana do Rio de Janeiro, que sofrem com a ocorrência de processos como assoreamento, canalização, retilinização. Enfim, diversas maneiras de tratamento dos recursos hídricos fluviais no Brasil. Em São Gonçalo, o rio Imboaçu possui relevante papel histórico, pois foi ao longo de suas margens que deu início o processo de desenvolvimento dessa cidade. Nessa época, o rio era navegável e, desde o século XIX a população utilizava suas águas para, dentre outras coisas, escoamento da produção agrícola, abastecimento hídrico, pesca, recreação e lazer etc. Com a aceleração da expansão urbana, principalmente entre as décadas de 1960 e 1980, a necessidade de adquirir novos espaços para edificações e, por conseguinte, para a realização de obras de infraestrutura levou a uma série de alterações na fisiografia do rio Imboaçu, sendo realizadas obras de canalização, retilinização, colocação de manilhas, construção de pontes e travessias sobre o canal, que sofreu uma significativa descaracterização. Tais impactos ainda foram agravados pela devastação da vegetação ciliar, deposição de aterros nas margens do rio (muitas vezes para a construção de residências), lançamento 
de esgoto, lixo etc. Frequentemente tais intervenções foram realizadas pelo próprio poder público ou, pelo menos, com sua tolerância ou consentimento, ocasionadas principalmente pela ausência de serviços públicos de higiene básica e de saúde pública, como a coleta regular de lixo, por exemplo.